# Shushan, Hefei
Shushan är ett stadsdistrikt i provinshuvudstaden Hefei i provinsen Anhui i östra Kina.

## Administrativ indelning
Shushan är indelat i nio stadsdelsdistrikt, tre köpingar och sju administrativa enheter på sockennivå.
Stadsdelsdistrikt (jiedao):

- Bijiashan (笔架山街道)
- Daoxiangcun (稻香村街道)
- Gaoliu (高刘街道)
- Heyedi (荷叶地街道)
- Hupo (琥珀街道)
- Nanqi (南七街道)
- Sanli'an (三里庵街道)
- Wulidun (五里墩街道)
- Xiyuan (西园街道)

Köpingar (zhen):

- Jinggang (井岗镇)
- Nangang (南岗镇)
- Xiaomiao (小庙镇)

Områden på sockennivå:
- Gaoxin Jishu Chanye Kaifaqu industriell utvecklingszon (高新技术产业开发区)
- Shushan Xin Chanye Yuanqu industripark (蜀山新产业园区)
- Hefei Economic and Technological Development Zone(en)
  - Furong Shequ Guanli Weiyuanhui (芙蓉社区管理委员会街道)
  - Haiheng Shequ Guanli Weiyuanhui (海恒社区管理委员会街道)
  - Jinxiu Shequ Guanli Weiyuanhui (锦绣社区管理委员会街道)
  - Lianhua Shequ Guanli Weiyuanhui (莲花社区管理委员会街道)
  - Linhu Shequ Guanli Weiyuanhui (临湖社区管理委员会街道)